# Буавен, Рене
Рене Буавен, Буавен Анжуйский (фр. René Boyvin, Boyvin Andegavensis, Boyvin l'Angevin ; 1525, Анже — 1598, Анже) — французский рисовальщик-орнаменталист и гравёр, один из ведущих гравёров французского маньеризма XVI столетия.

## Биография
Рене Буавен родился в семье потомственных ремесленников-гравёров. Его отец работал серебряных дел мастером на Городском монетном дворе в Анже. Буавен Младший также начинал гравёром и ювелиром, в 1545 году переехал в Париж, получил известность как медальер. В Париже c 1575 года имел собственную гравировальную мастерскую. Его творческое наследие составляет около 230 эстампов. Среди них изображения на исторические, библейские темы, аллегории, мифологические сюжеты, портреты. Гравировал как собственные композиции, так и рисунки других художников.
Буавен известен в истории искусства главным образом в качестве художника-орнаменталиста школы Фонтенбло. Среди его многочисленных орнаментальных композиций, связанных с оформлением замка и парка Фонтенбло, имеется знаменитое изображение «Нимфы Фонтенбло» — гравюра резцом на меди по рисунку Россо Фьорентино и рельефу, украшавшего галерею Франциска I в замке Фонтенбло (не сохранился, его заменила фреска), восходящего, в свою очередь, к работе Бенвенуто Челлини. Гравюра по маньеристичности в изображении фигуры нимфы и характеру орнаментики — типичное произведение школы Фонтенбло. Под изображением помещена латинская надпись, восхваляющая произведение Челлини: «О Фидий, О Апеллес, можно ли было вообразить в наше время что-либо более прекрасное, чем эта скульптура, которая представлена здесь и которую Франциск I, могущественный король французов, отец литературы и искусств, оставил незаконченной в своём дворце под статуей Дианы, отдыхающей после охоты и выливающей воду из урны Фонтенбло».
Наиболее известным собирателем орнаментальной гравюры в конце XIX века был парижский антиквар Альфред-Эммануэль Берделе. Собрание гравюр Рене Буавена имеется в Государственном Эрмитаже в Санкт-Петербурге. Основная часть коллекции орнаментальных гравюр (около 40000 листов), включая произведения Буавена, поступила в Эрмитаж в 1924—1928 годах из фондов библиотеки Центрального Училища технического рисования барона Штиглица; она была приобретена в 1888—1889 и 1891 годах для нужд учащихся на парижских аукционах по инициативе А. А. Половцова, председателя Совета училища Штиглица.

## Галерея

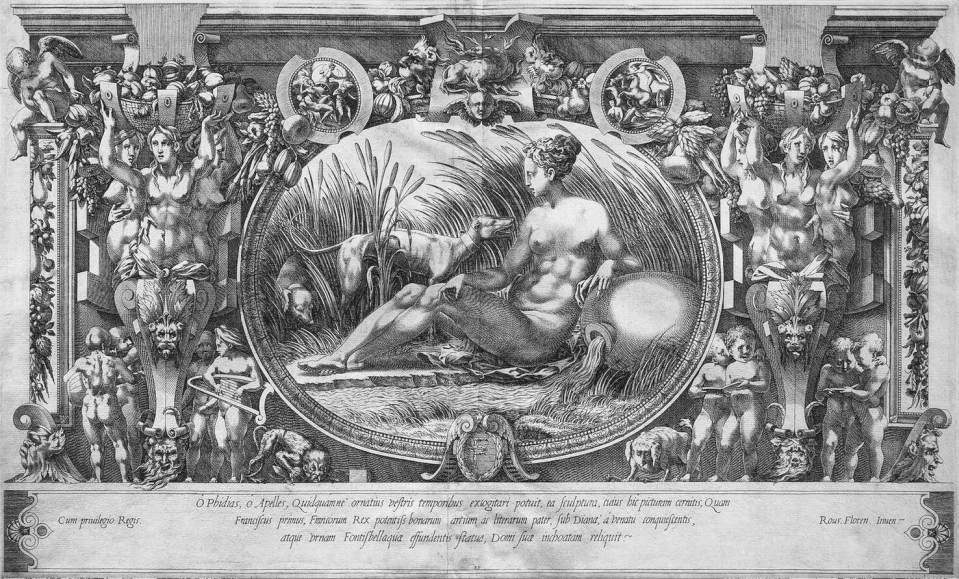
Нимфа Фонтенбло. 1554. П. Милан, Р. Буавен по рисунку Россо Фьорентино. Гравюра резцом на меди
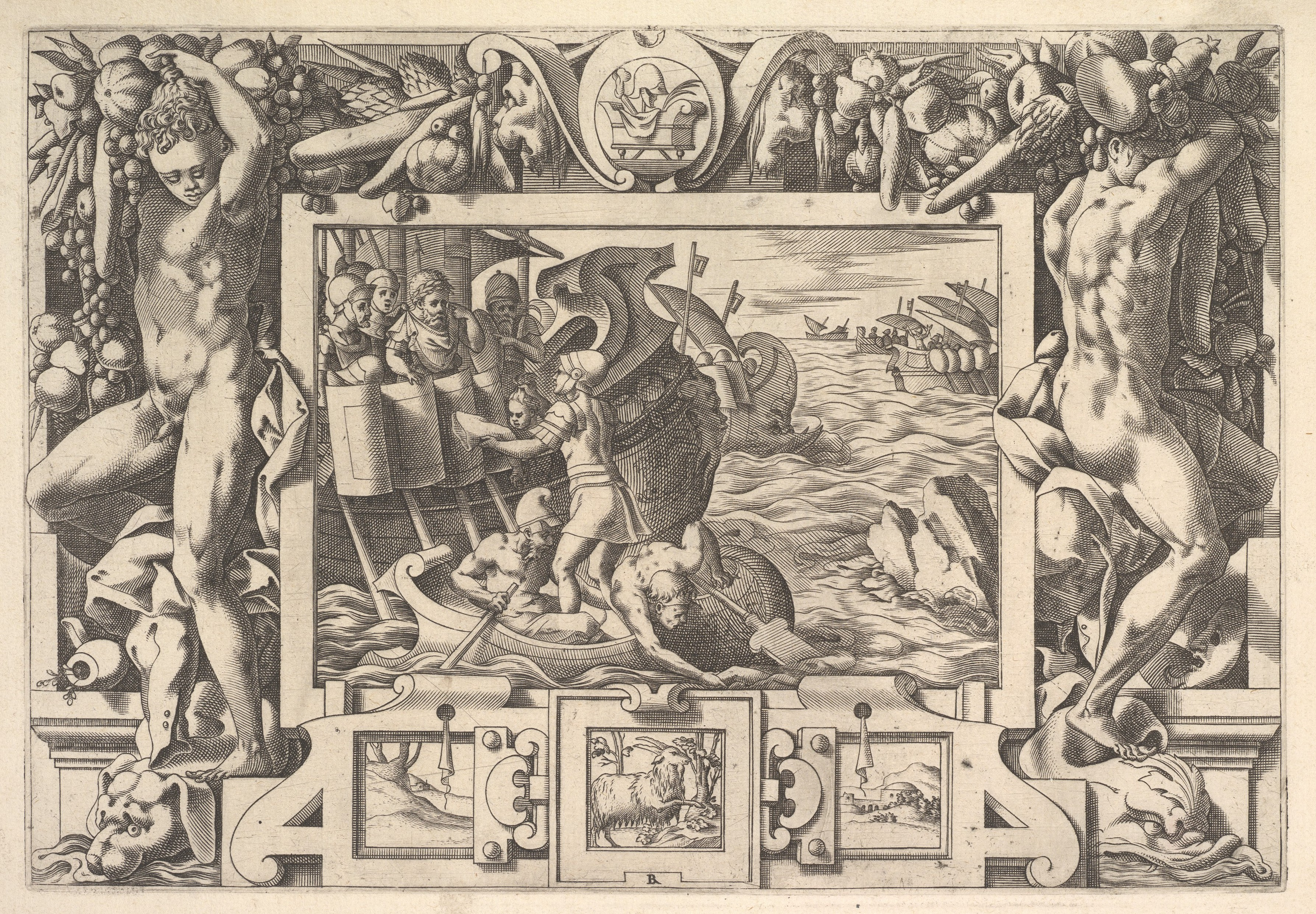
Лист из серии «История Ясона». 1563. Гравюра резцом на меди
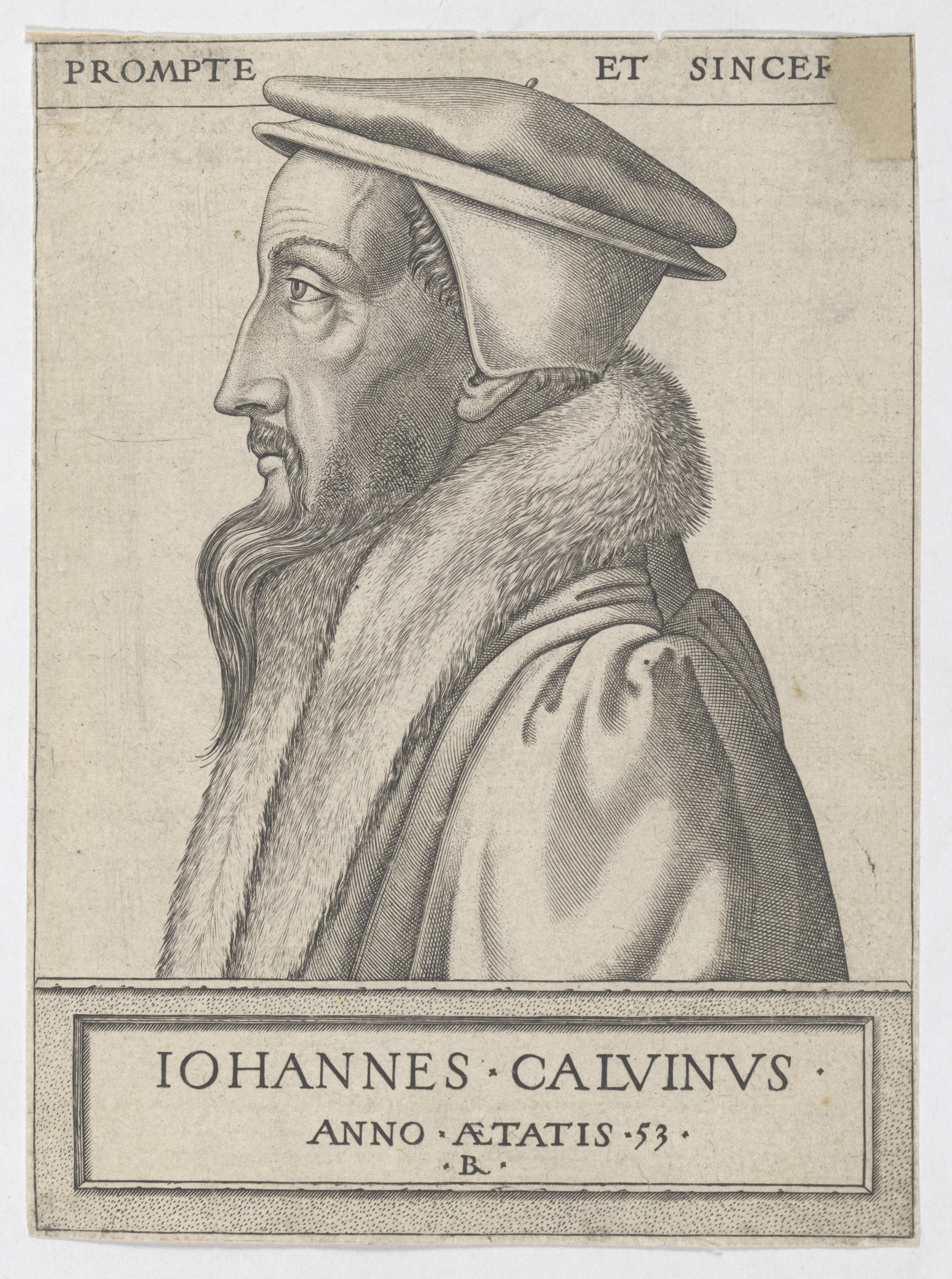
Жан Кальвин
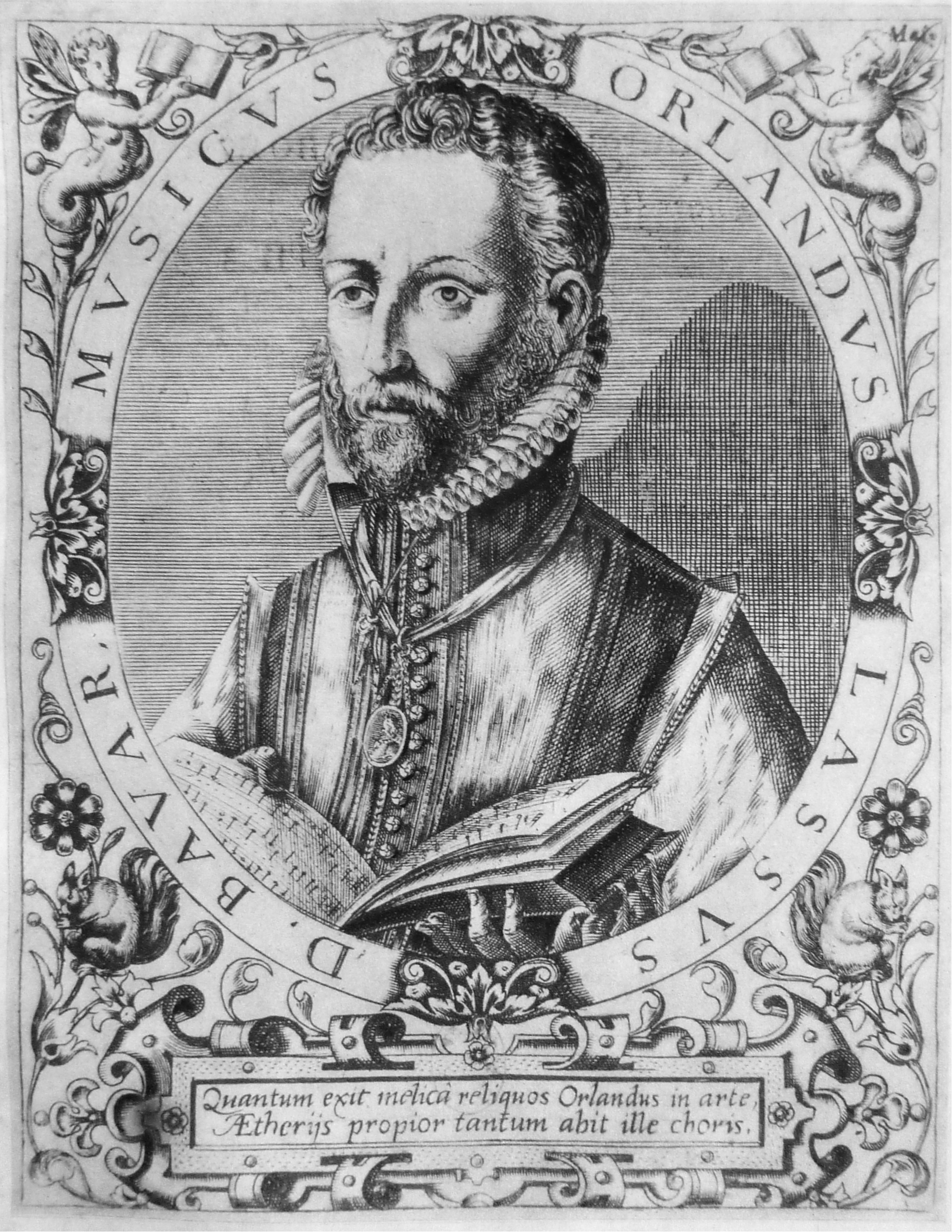
Ролан де Лассу
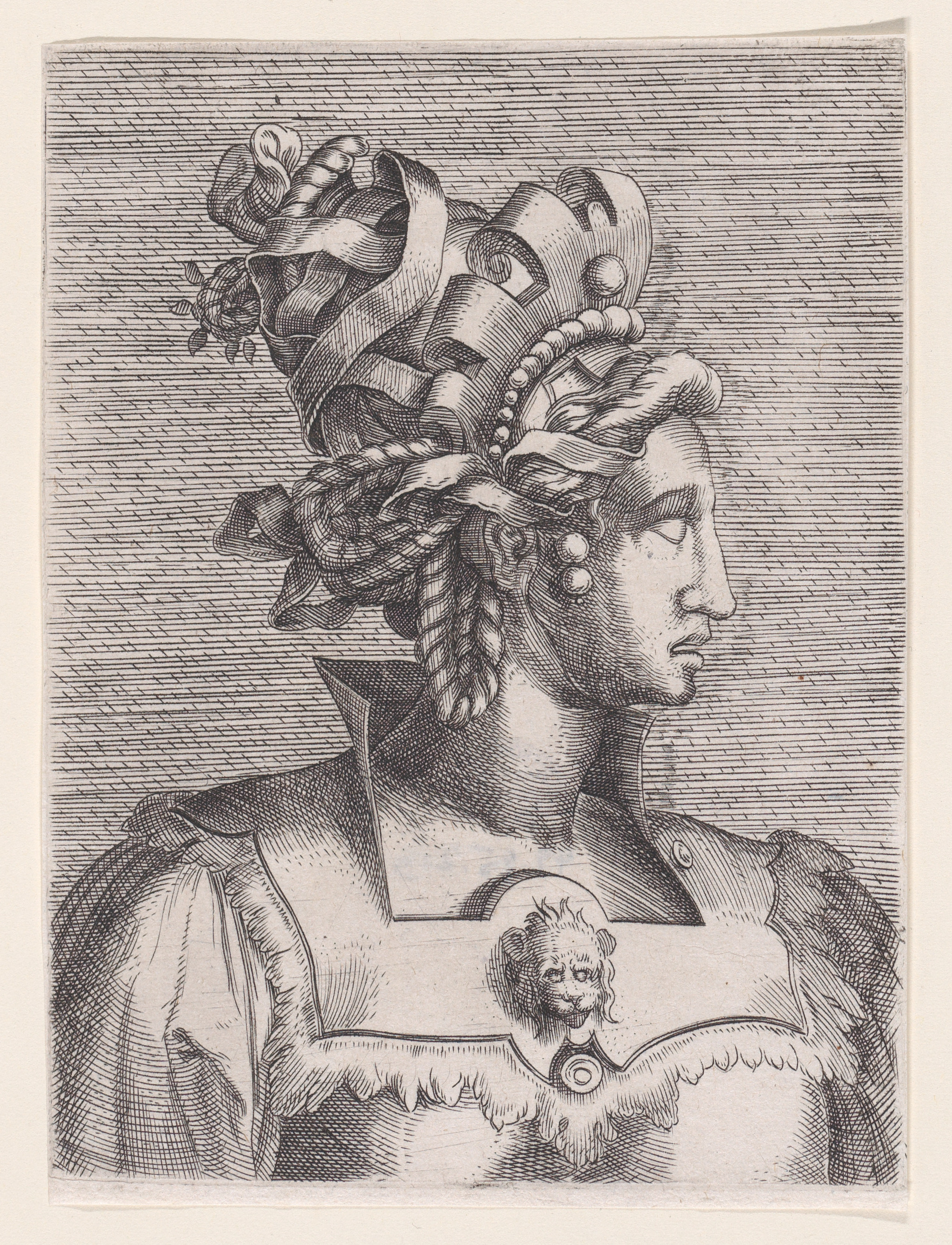
Женщина с фантастической причёской и маской. Гравюра резцом на меди
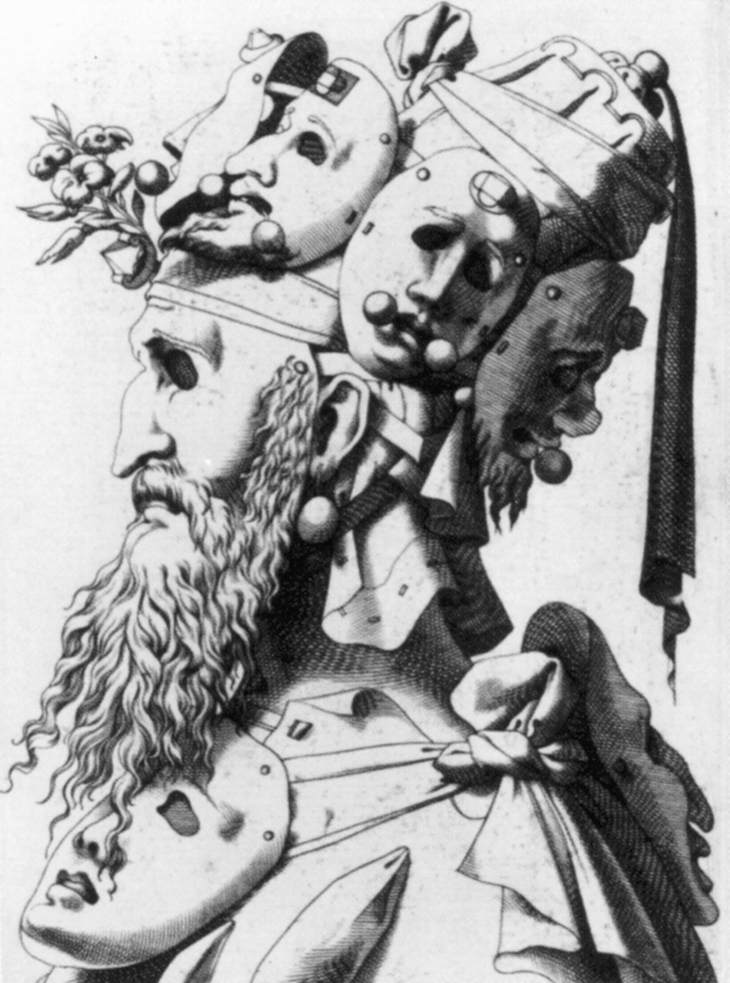
Голова-маска. Офорт
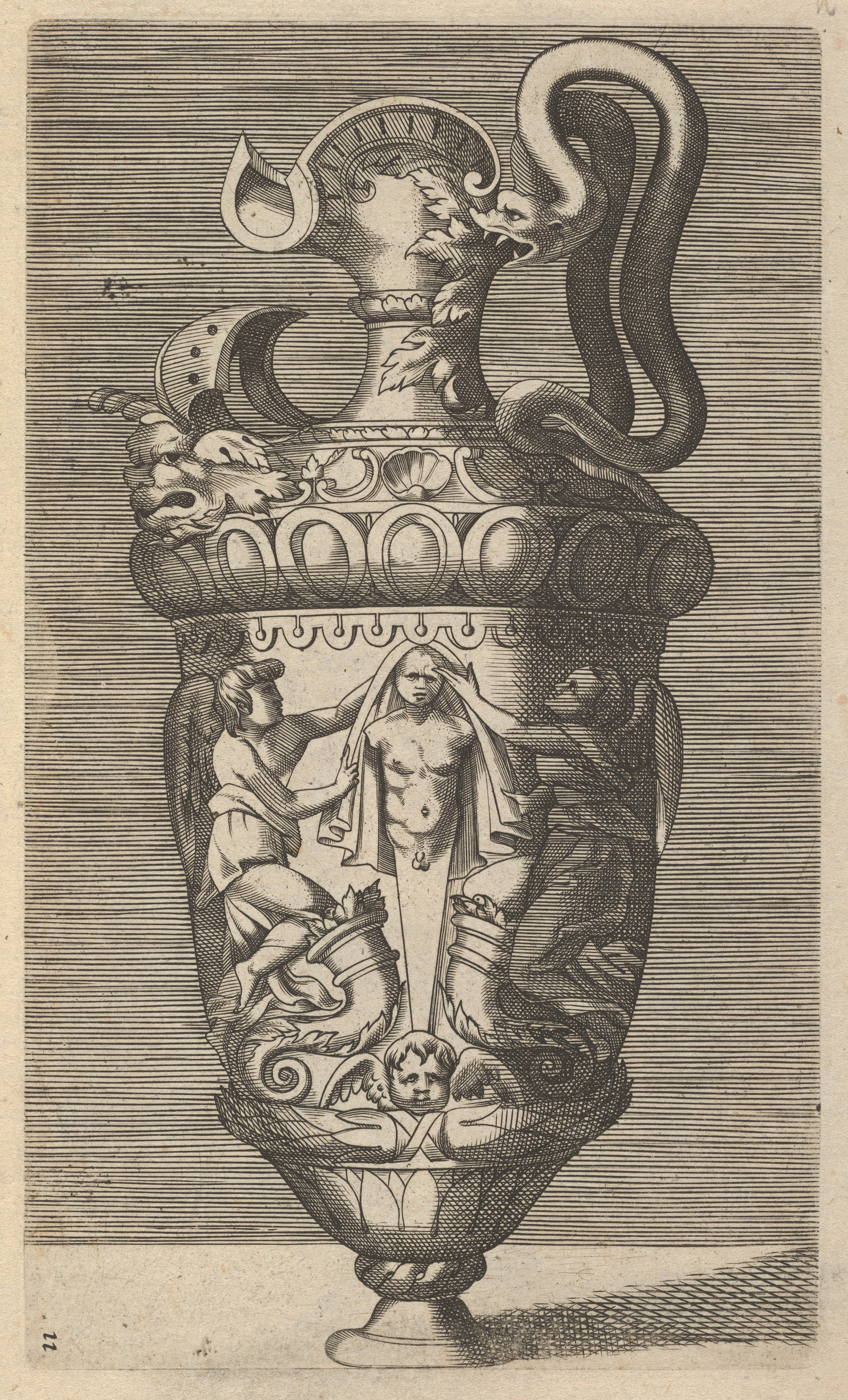
Ваза с двумя фигурами, драпирующими герму. Гравюра резцом на меди Р. Буавена по рисунку Россо Фьорентино
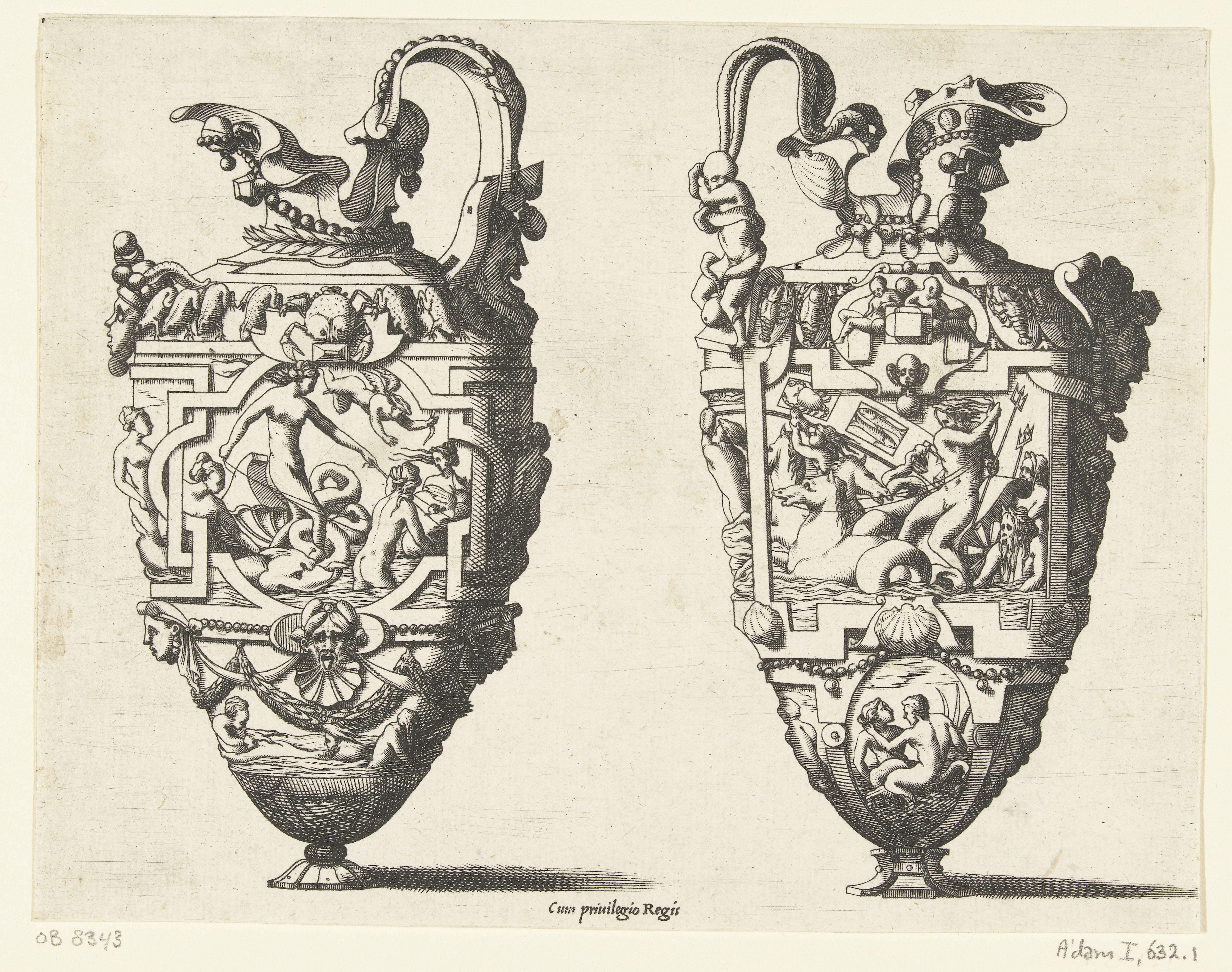
Две вазы. Гравюра резцом на меди